# Ревака (станція)
Ревака (рум. Gara Revaca) — вузлова залізнична станція Молдовської залізниці (рум. — Calea Ferată din Moldova (CFM)) на перетині ліній Бендери I — Ревака, Ревака — Унгени, Ревака — Каїнари. Розташована у передмісті Кишинева, відстань до залізничного вокзалу станції Кишинів — 9 км. 
Поблизу зі станцією знаходиться Національний аеропорт Кишинева.
Станція отримала назву від неподалік розташована однойменного села Ревака.

## Пасажирське сполучення
Пасажирський рух по станції Ревака здійснюється до кінцевих станцій Кишинів, Бендери III:
| Пасажирські потяги внутрішньодержавного сполучення | Пасажирські потяги внутрішньодержавного сполучення | Пасажирські потяги внутрішньодержавного сполучення |
| №                                                  | Маршрут слідування                                 | Періодичність курсування                           |
| -------------------------------------------------- | -------------------------------------------------- | -------------------------------------------------- |
| 802/801                                            | Кишинів — Бендери                                  | Скасований                                         |
| 803                                                | Бендери III — Кишинів                              | Щоденно, крім неділі                               |
| 804                                                | Кишинів — Бендери III                              | Щоденно, крім суботи                               |
| 806/805                                            | Кишинів — Бендери                                  | Скасований                                         |
| 808/807                                            | Кишинів — Ревака                                   | Скасований                                         |
| 819/820                                            | Кишинів — Басарабяска                              | Скасований                                         |